# きみといっしょ!? 〜ぼくとわたしの○×問題〜
『きみといっしょ!? 〜ぼくとわたしの○×問題〜』（きみといっしょ ぼくとわたしのまるばつもんだい）は、森田ゆきによる日本の漫画。『ちゃお』（小学館）にて2008年10月号から12月号まで連載された。全3話。単行本は同社のちゃおコミックスより全1巻。

## あらすじ
姓名共に読みが「ふじい ひかる」で同じの藤井光と藤井輝流はお互いに思いを寄せていた。話が進展するにつれ、晴れてカップルになったが、親の再婚により、兄妹になってしまい……。

## 登場人物
藤井光
学校一のお元気娘。名前の由来は光っている星がきれいなことから。
藤井輝流
学校一の人気者で、モテる。名前の由来は「流れ星」から。

## 書誌情報
- 森田ゆき 『きみといっしょ!?』 小学館〈ちゃおコミックス〉、2009年1月30日発売[1]、ISBN 978-4-09-132278-4
  - 表題作のほか、「机ふたつぶんの世界」「夏休みまでにやること」「カワイイこには恋をせよ!」（デビュー作）の3作品を収録。